# Sprint Corporation
Sprint Nextel este una dintre cele mai mari companii de telecomunicații din lume și al treilea operator de telefonie mobilă din Statele Unite după numărul de clienți. Sprint Nextel are sediul la Overland, statul  Kansas.